# Gardes impériales de la dynastie Tang
Les gardes impériales de la dynastie Tang, également connues sous le nom de Troupes Interdites (chinois traditionnel: 禁軍, chinois simplifié: 禁军, pinyin: jin jūn), sont différents corps d'armées ayant existé tout au long de l'histoire de la Dynastie et ayant la particularité d'être directement sous les ordres de l'empereur.
Au VIIe siècle, durant la première partie de la dynastie, ce terme désigne la garde d'honneur de l'empereur ainsi que les garnisons chargées de défendre Chang'an et Luoyang, les capitales impériales. Après la révolte d'An Lushan, qui dure de 755 à 763, les différents corps de gardes impériales deviennent les seules forces armées à être véritablement contrôlées par la Cour des Tang.

## Les Pionniers
Tang Gaozu, le fondateur de la dynastie Tang, est un aristocrate originaire de la région qui correspond actuellement à la ville de Taiyuan, dans la province du Shanxi. C'est un soldat expérimenté, grâce aux années qu'il a passées dans l'armée en tant que commandant de troupes basées sur les frontières de l'empire. En 617, il profite du chaos provoqué par l'effondrement de la dynastie Sui pour essayer de s'emparer du pouvoir suprême. Si au début il n'a que 30 000 soldats sous ses ordres, c'est une armée de 200 000 hommes qui est sous ses ordres à la fin des hostilités. Environ 30 000 de ces soldats se portent volontaires pour rester en service actif après la démobilisation générale, ce que l'empereur leur accorde. Ces volontaires deviennent, de fait, les pionniers des différents corps de gardes impériales qui vont être au service des Tang au fil des décennies. Ces premiers gardes sont affectés dans les terres fertiles de la région du canal d'irrigation de Bai, au nord de la rivière Wei, qui avaient été abandonnées à cause des destructions engendrées par les guerres de la période de transition des Sui aux Tang. Ce corps est passé à la postérité sous le nom de Pionniers des Troupes Interdites (元从禁军).
Par la suite, ce premier corps de la garde impériale reçoit comme mission d'assurer la sécurité de l'empereur en tant que gardes du corps de l'empereur, et est mis en garnison dans les capitales et les palais impériaux. À cette date, ils ne sont pas chargés d'assurer la sécurité de l'empire, cette tâche revenant à l'armée régulière, dont le recrutement est assuré par le système du fubing, qui consiste à donner des terres à des agriculteurs en échange de périodes de service militaire.

## Introduction de nouvelles unités de gardes
Au début du règne de l'empereur Tang Taizong, ce dernier décide d'installer une centaine de soldats experts en tir à l'arc à la porte nord du palais. Ils sont rapidement connus comme étant les Cent Cavaliers (百骑) et accompagnent l'empereur lorsqu'il part à la chasse. En plus de ce petit corps d'archers, sept compagnies de soldats sélectionnés après avoir passé des tests de force et de compétences sont créées et installées à proximité du Bureau du Nord (北衙) en tant que gardes du corps supplémentaires.
Progressivement, d'autres nouvelles unités sont créées et assignées à différents points situés tout autour du palais, leurs membres étant systématiquement choisis au sein des élites de la société chinoise, sur des critères de sélection liés à l'apparence physique, les compétences et la force.

## Les gardes Yü Lin (Forêt de Plume) et Long Wu (Dragon Martial)
En 662, Tang Gaozong, le fils et successeur de Taizong, transfère les meilleurs cavaliers, archers et fantassins de l'armée "Fubing" dans une nouvelle unité portant le nom de Yü Lin (羽林), soit littéralement Forêt de Plumes. Leur rôle est de servir de garde à pied durant les sessions de la Cour ainsi que les processions impériales.
Quelques années plus tard, les Cent Cavaliers de Taizong voient leur effectif porté à mille par l'impératrice Wu Zetian et deviennent donc les Mille Cavaliers (千骑). Après la fin du règne de Zeitan, leur effectif est à nouveau augmenté sur ordre de l'empereur Tang Zhongzong et ils deviennent les Dix Mille Cavaliers (万骑). En 710, le Prince impérial Li LongJi s’appuie sur cette unité pour éliminer la faction de l'impératrice Wei. Après sa victoire et son accession au trône, il les rebaptise Long Wu (龙武), soit littéralement Dragon Martial. Il décrète également que seuls les descendants de ceux qui ont participé à la fondation de la dynastie Tang peuvent être sélectionnés pour intégrer les Long Wu.
Mais avec le temps, l'attrait des gardes impériales auprès des fils de la noblesse diminue, et nombre d'entre eux ont recours à l'embauche de "prête-nom" pour servir à leur place dans les différentes gardes. Ainsi, avec le temps, les "Aristocrates" des Long Wu finissent par se retrouver au même niveau en termes d'origine et de puissance militaire que les "Roturiers" de la Yü Lin.

## La garde Shen Wu
Lorsque la révolte d'An Lushan éclate en 755, le recrutement des unités des différentes gardes impériales a tellement diminué, qu'il n'y a qu'un millier de gardes pour escorter l'empereur Xuanzong lorsqu'il s'enfuit de la capitale.
Une fois réfugié au Sichuan, l'empereur Xuanzong abdique officiellement en faveur du Prince héritier Li Heng, qui devient l'empereur Tang Suzong. En 757, l'empereur doit lever sa propre armée, qui prend le nom de garde Shen Wu (神武), soit littéralement "divin martial" ou "puissance martiale divine". Très vite, les conditions d'enrôlement dans cette nouvelle unité doivent être revues à la baisse, Suzong n'arrivant pas à recruter suffisamment d'hommes venant des familles des fonctionnaires de la Cour.

## La garde Shen Ce (Divine Stratégie)
L'histoire de la garde Shen Ce (chinois simplifié : 神策军 ; chinois traditionnel : 神策軍 ; pinyin : Shéncè Jūn ; litt. « Divine Stratégie ») commence pendant la révolte d'An Lushan, lorsque Geshu Han, un jiedushi loyal aux Tang, envoie sa garnison, qui est en poste sur la frontière nord-ouest avec le Tibet, rejoindre les plaines centrales afin de rallier l'empereur. Ces renforts commandés par le général Wei Boyu (卫伯玉/衛伯玉), sont assez limités, puisque cette garnison ne compte que 1 000 hommes. Par la suite, Wei Boyu et ses hommes sont affectés à la défense de la région située autour de Sanmenxia, une zone où les troupes de Tufan occupent déjà le Xian de Lintao. C'est à cette époque qu'Yu Chao'en est nommé Censeur de l'Armée (监军/監軍) par la Cour impériale, avant de prendre le commandement des troupes de Boyu un peu plus tard.
En 763, l'Empire du Tibet attaque la Chine et s'empare de Chang'an, ce qui oblige l'empereur Tang Daizong à s'enfuir à Sanmenxia. Les troupes de Yu Chao'en et celles de Sanmenxia sont alors fusionnées en une seule troupe sur ordre de l'empereur et deviennent l'armée Shen Ce. Cette nouvelle armée aide grandement Daizong à reprendre le contrôle de la capitale au bout de quinze jours. L'empereur les récompense en transformant l'armée Shen Ce en une unité de la garde impériale, qui prend le nom de garde Shen Ce.
Comme la rémunération et les conditions de vie des soldats de la garde Shen Ce sont relativement bonnes, plusieurs autres unités de la garde impériale rejoignent progressivement ses rangs et elle gagne graduellement en puissance. Au moment où l'empereur Tang Dezong monte sur le trône, la Shen Ce compte 150 000 soldats dans ses rangs et est la principale puissance militaire de Chang'an et de la plaine de Guanzhong, qui entoure la capitale.
Après la révolte de Zhu Ci (en) en 784, le commandement de la garde Shen Ce est confié aux eunuques de la Cour, qui en font le principal outil militaire des Tang et un moyen de contrôler l'empereur. Lorsque l'empereur Tang Xuanzong monte sur le trône, il confie le commandement de la Shen Ce à Ma Yuanzhi (马元贽/馬元贄). Pendant le bref règne de Tang Shunzong, le successeur de Xuanzong, Wang Shuwen, un des hauts-fonctionnaires de la Cour, tente en vain d'arracher le contrôle de la garde aux eunuques. Après l'échec de Shuwen, et jusqu'à la fin de la Dynastie Tang, ce sont les eunuques qui gardent le contrôle de la Shen Ce, qui voit sa puissance décliner à cause de la corruption qui la gangrène. Dans les derniers temps de son existence la Shen Ce n'est guère plus qu'une bande de tyrans locaux contrôlant les alentours de la capitale.
Cet affaiblissement trouve sa conclusion logique pendant le règne de l'empereur Tang Xizong, lorsque la Shen Ce est totalement détruite pendant la révolte de Huang Chao, tandis que l'empereur s'enfuit jusqu'au circuit de Xichuan (西川路), dont le siège se trouve à Chengdu, dans la province du Sichuan. L'eunuque Tian Lingzi lève alors une nouvelle garde Shen Ce, mais cette résurrection est de courte durée, car l'unité est finalement dissoute en 903, lorsque Zhu Wen, le fondateur de la dynastie des Liang postérieurs assassine tous les eunuques du Palais Impérial de Chang'an après avoir renversé les Tang.